# Comté de Niagara
Le comté de Niagara (en anglais : Niagara County) est l'un des 62 comtés de l'État de New York, aux États-Unis. Le siège du comté est Lockport ; on y trouve l réserve indienne de Tuscarora

## Population
| Groupe                           | Comté de Niagara | New York | États-Unis |
| -------------------------------- | ---------------- | -------- | ---------- |
| Blancs                           | 65,8             | 66,8     | 72,4       |
| Afro-Américains                  | 15,9             | 15,9     | 12,6       |
| Autres                           | 7,5              | 7,5      | 6,4        |
| Asiatiques                       | 7,3              | 7,3      | 4,8        |
| Métis                            | 3,0              | 3,0      | 2,9        |
| Amérindiens                      | 0,6              | 0,6      | 0,9        |
| Total                            | 100              | 100      | 100        |
|                                  |                  |          |            |
| Hispaniques et Latino-Américains | 17,6             | 17,6     | 16,7       |

Selon l'American Community Survey, en 2010 94,02 % de la population âgée de plus de 5 ans déclare parler l'anglais à la maison, 1,92 % déclare parler l'espagnol, 0,96 % l'italien, 0,51 % le français et 2,59 % une autre langue.

## Géographie

### Villes
- Niagara Falls
- Lockport
- North Tonawanda

### Comtés adjacents
- Comté d'Orleans (à l'est)
- Comté de Genesee (au sud-est)
- Comté d'Érié (au sud)

- Province de l'Ontario (Canada) (séparée par la rivière Niagara à l'ouest et le lac Ontario au nord)

## Transports
- Interstate 190 (Niagara Thruway)
- U.S. Route 62
- New York State Route 18
- New York State Route 31
- New York State Route 62A
- New York State Route 78
- New York State Route 93
- New York State Route 104
- New York State Route 384
- Robert Moses State Parkway